# Römisch-katholische Kirche in Tansania

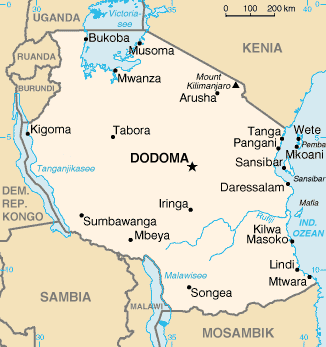
Übersichtskarte Tansania

Die Römisch-katholische Kirche in Tansania ist Teil der weltweiten römisch-katholischen Kirche.

## Geschichte
Erste Missionierungen fanden ab 1499 nach der Ankunft Vasco da Gamas in Sansibar durch portugiesische Augustinerpatres statt. Zunächst Spiritaner, später die Weißen Väter, unterstützt durch Papst Leo XIII., engagierten sich im 19. Jahrhundert maßgeblich in Tansania. Benediktiner der Erzabtei Sankt Ottilien erreichten 1887 Dar es Salaam und gründeten 1887 die Apostolische Präfektur „Southern Zanguebar“ (ab 1953 Erzbistum Daressalam). 1898 gründeten die Benediktiner eine Abtei in Peramiho, 1906 eine Abtei in Ndanda. 1925 wurde das erste Priesterseminar in Kipalapala bei Tabora gegründet.
Papst Pius XII. ernannte 1951 Laurean Rugambwa zum ersten einheimischen Bischof; Rugambwa wurde 1960 durch Papst Johannes XXIII. zum Kardinalpriester ernannt.

## Kirche
In Tansania sind circa 1/3 der Gesamtbevölkerung Angehörige der katholischen Kirche, mithin 14 Millionen Katholiken. Es gibt 33 Diözesen und Erzdiözesen, die in der Bischofskonferenz von Tansania (Tanzania Episcopal Conference T.E.C.) zusammengeschlossen sind. Vorsitzender der TEC ist seit November 2021 der Erzbischof von Mbeya, Gervas John Mwasikwabhila Nyaisonga.
Vertreter des Heiligen Stuhls in Tansania – der Apostolische Nuntius – ist seit Januar 2023 Erzbischof Angelo Accattino.
Liturgiesprache ist Englisch; Nationalsprache ist seit 1967 Swahili.

## Bistümer
- Erzbistum Arusha
  - Bistum Mbulu
  - Bistum Moshi
  - Bistum Same
- Erzbistum Daressalam
  - Bistum Bagamoyo
  - Bistum Ifakara
  - Bistum Mahenge
  - Bistum Morogoro
  - Bistum Tanga
  - Bistum Sansibar
- Erzbistum Dodoma
  - Bistum Kondoa
  - Bistum Singida
- Erzbistum Mbeya
  - Bistum Iringa
  - Bistum Mafinga
  - Bistum Sumbawanga
- Erzbistum Mwanza
  - Bistum Bukoba
  - Bistum Bunda
  - Bistum Geita
  - Bistum Kayanga
  - Bistum Musoma
  - Bistum Rulenge-Ngara
  - Bistum Shinyanga
- Erzbistum Songea
  - Bistum Lindi
  - Bistum Mbinga
  - Bistum Mtwara
  - Bistum Njombe
  - Bistum Tunduru-Masasi
- Erzbistum Tabora
  - Bistum Kahama
  - Bistum Kigoma
  - Bistum Mpanda